# Anton Reinthaller
Anton Reinthaller (Mettmach, 14 aprile 1895 – Innviertel, 6 marzo 1958) è stato un politico austriaco, primo leader del Partito della Libertà d'Austria dal 1956 al 1958.